# Vajrapani
En el budisme mahāyāna, Vajrapani ―‘el que té el raig a la mà’, en sànscrit― és un dharmapala (un guardià del dharma) i un bodhisattva. Se'l considera:
- protector i guia del Buda Siddharta Gautama,
- la manifestació del poder de Buda,
- el mantenidor dels ensenyaments del tantra de Buda,
- simbolitza el poder de Buda.

## Nom sànscrit
- Vajrapāṇi, en el sistema IAST (alfabet internacional per a la transliteració del sànscrit).
- वज्रपाणि, en escriptura devanagari del sànscrit.
- Pronúncia: /vashrapáni/ o /vachrapáni/
- Etimologia: ‘el que té el raig’ o ‘el que té el llampec a la mà’; vajra significa ‘llampec’, i pāṇi: ‘mà’.

Vajrapani també és conegut com a Vajradhara i Vajrasattva.

## Descripció

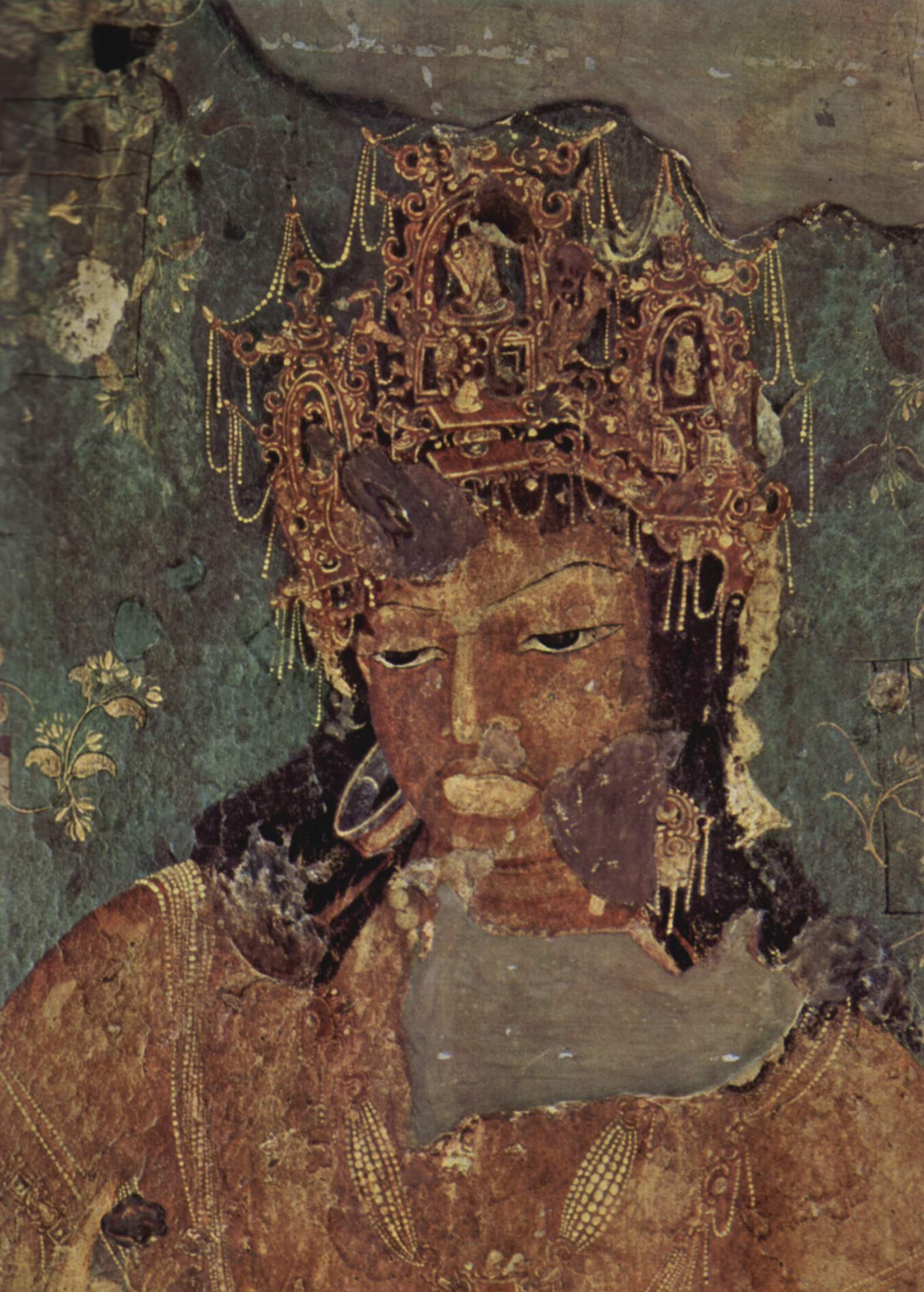
Pintura de Bodhisattva Vajrapāṇi a les coves d'Ajanta (Índia)

Vajrapani és un dels primers bodhisattva que aparegueren en el budisme Mahāyāna.
El Sutra de la llum daurada li dona el títol de "gran general dels laksa".
En la iconografia budista Vajrapani es representa com un dels tres déus protectors que envolten Buda. Cadascú simbolitza una de les virtuts de Buda:
- Manjusri representa la saviesa de Buda,
- Avalokiteshvara manifesta la compassió de Buda, i
- Vajrapani el poder de Buda així com el poder dels cinc Tathagata.

Vajrapani és un dels primers dharmapala. És l'únic déu budista esmentat en el Cànon Pali. És venerat als monestirs shaolin, en el budisme tibetà i en el de la Terra Pura (on se li coneix com a Mahasthamaprapta i forma part dels tres sants de l'oest junt amb Amitabha i Avalokiteshvara).
Es poden trobar manifestacions de Vajrapani en molts temples budistes del Japó, com a protectors del dharma, anomenats Niō.
Vajrapani també s'associa a Acala, que al Japó se'l venera com Fudo Myo-o, 'el que sosté el vajra'.
Vajrapani comparteix trets amb el déu hinduista Indra, que també s'anomena Vajrapani perquè sosté un raig a la mà.

## Significat
Popularment, Vajrapani és un bodhisattva que representa el poder de Buda, de la mateixa manera que Avalokiteshvara representa la compassió de Buda, Manjusri la seua saviesa, i Tara els seus miracles. Els ioguis consideren Vajrapani com un mitjà per a reafermar-se en la seva determinació i simbolitza l'efectivitat en la conquesta de la negativitat.
Segons el Prajnaparamita-sutra, qualsevol bodhisattva que vol convertir-se en Buda pot rebre la protecció de Vajrapani, i es fa invencible davant qualsevol atac, ja siga «de persones o de fantasmes».

## Mantra
El mantra de Vajrapani és oṃ vajrapāṇi hūṃ phaṭ.